# Friidrott

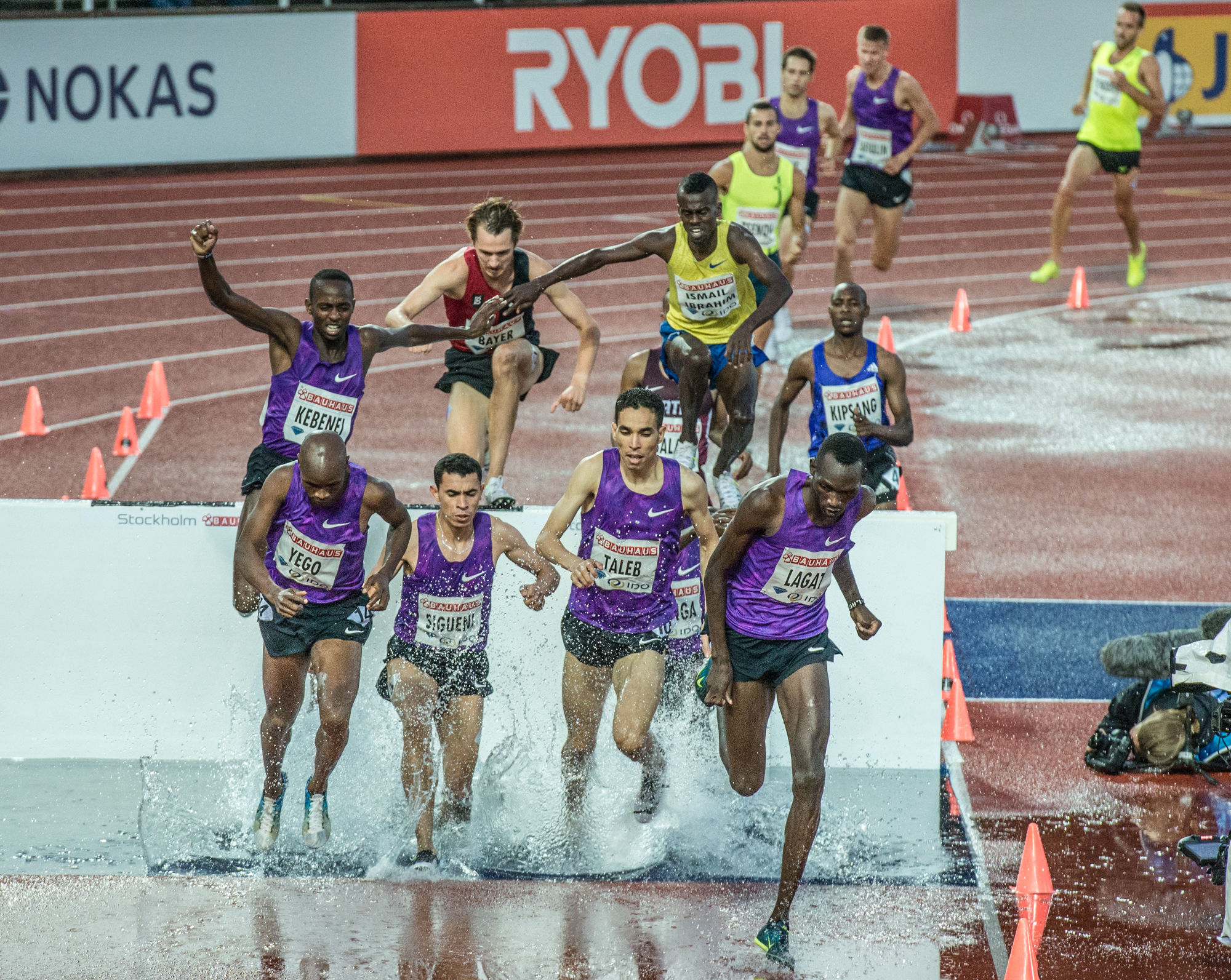
Bauhaus-galan (Diamond League) på Stockholms stadion 2015. Vattengraven under 3000 meter hinder.

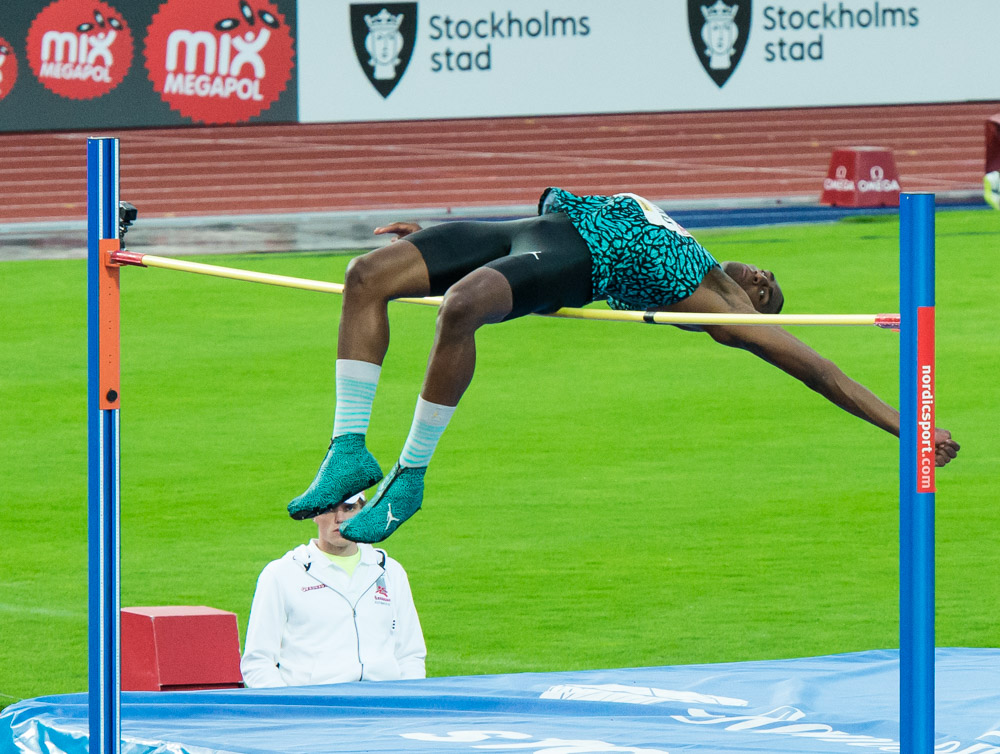
Erik Kynard i höjdhopp under BAUHAUS-galan 2015.

Friidrott (äldre benämningar fri idrott och allmän idrott) är ett samlingsbegrepp för ett antal olika sporter, oftast använt om dem som organiseras av Internationella friidrottsförbundet, International Association of Athletics Federations.

## Friidrottens historia
Friidrott är med stor sannolikhet en av de idrotter, som har längst historia. Den är omnämnd i de ursprungliga olympiska spelen under antiken. Under olympiska spelet 776 f.Kr. tävlade de aktiva i att springa en stadium (motsvarande 180 meter). Vid senare olympiska spel utökades löpgrenarna till längre sträckor. Även mångkamp fanns med i de antika olympiska spelen. Mångkampen bestod av diskuskastning, längdhopp, spjutkastning, löpning och brottning.. 

### Friidrotten organiseras och tillkomsten av IAAF
Under 1800-talet fick friidrotten ett uppsving igen. Det framväxande välståndet gjorde att allt fler personer fick möjlighet att kunna idrotta. Precis som i flera andra idrotter, exempelvis fotboll, var Storbritannien ett föregångsland där friidrottstävlingar arrangerades från mitten av 1800-talet. När de första moderna olympiska spelen invigdes 1896 i Aten var friidrott en självklar del av programmet. Samma år arrangerades även de första Svenska mästerskapen i friidrott (i Helsingborg). Inledningsvis var det oklart vilka grenar de aktiva skulle tävla i. Först 1912 bildades det internationella förbundet IAAF av 17 nationella föreningar i syfte att skapa gemensamma regler och världsrekord. Ursprungligen var friidrottstävlingar bara till för amatörer; exempelvis stängdes Gunder Hägg av 1946 för brott mot amatörreglerna. Först 1982 togs amatörreglerna formellt bort.

### Friidrotten under kalla krigets dagar
Från 1950-talet och fram till slutet av 1980-talet kom friidrotten att präglas av det kalla krigets uppdelning i väst och öst. Länder som Sovjetunionen, Tjeckoslovakien, Bulgarien och framför allt Östtyskland dominerade friidrotten. Att lyckas inom idrotten blev en del av den politiska ideologin i många så kallade östländer. Framför allt gjordes det stora avtryck inom damernas friidrott där östländerna var fullständigt överlägsna. 

### Friidrotten blir global
Friidrotten är i dag en global sport inte bara när det gäller antalet länder som är medlemmar i IAAF, utan även att resultaten i den moderna friidrotten är betydligt mer globala än många andra grenar. Vid de första olympiska mästerskapen var det i princip bara tävlande från Nordamerika, Europa och Australien och Nya Zeeland som tog medaljer. Den första sydamerikanen som tog en olympisk medalj i friidrott gjorde det 1924. 1928 fick Asien sin första olympiska medaljör. Afrikas genombrott kom efter det att Abebe Bikila vunnit olympiskt guld 1960 i maraton. 
Genom att studera vilka nationer som vunnit olympiska medaljer i friidrott vid det olympiska sommarspelen 2000 och 2004 kan man se att 51 olika nationer har idrottare som blivit medaljörer.
Fortfarande finns det stora skillnader mellan vilka nationer som vinner vilka grenar. På männens kortdistanslöpning kommer de främsta resultaten oftast från Amerika, Karibien eller västra Afrika. På medeldistans- och framför allt långdistanslöpning är öst- och nordafrikaner överrepresenterade med löpare främst från Etiopien, Kenya, Marocko och Algeriet. Däremot är de flesta segrar i teknikgrenar från Europa eller Nordamerika.

### Från amatörer till professionella
Förutom att friidrotten numera är en global idrott har friidrotten allt mer präglats av kommersiella intressen. Prissummorna har ökat i tävlingarna och med Golden League (som 2010 ändrades till Diamond League) har ekonomin hamnat i fokus. IAAF samarbetar även med en rad olika företag som sponsrar friidrottsverksamheten. Även de bästa aktiva kan idag i allt högre grad leva på sitt idrottande genom stöd från klubbar, sponsorer, nationella olympiska kommittéer och nationsförbund till skillnad mot tiden innan 1982.

## Friidrottsgrenar
Dagens friidrott består av flera olika sporter som genom historien har förändrats. Grovt går det att dela in sporten i flera undergrupper. Löpning (kort-, medel- och långdistans), hoppgrenar, kastgrenar, mångkamper och gång. Även om friidrott till sin karaktär är en individuell sport så tävlar man även i lag i flera grenar, exempelvis i stafetter men även i rena lagtävlingar, till exempel Finnkampen. 
| Löpning                                | Löpning                           | Löpning                                                     | Löpning                                                                      | Löpning                     | Gång                  | Hoppgrenar                          | Kastgrenar                                             | Mångkamp                |
| -------------------------------------- | --------------------------------- | ----------------------------------------------------------- | ---------------------------------------------------------------------------- | --------------------------- | --------------------- | ----------------------------------- | ------------------------------------------------------ | ----------------------- |
| Sprint                                 | Medeldistanslöpning               | Långdistanslöpning                                          | Häcklöpning                                                                  | Stafett                     | Gång                  | Hoppgrenar                          | Kastgrenar                                             | Mångkamp                |
| 60 meter 100 meter 200 meter 400 meter | 800 meter 1 500 meter 3 000 meter | 5 000 meter 10 000 meter Terränglöpning Halvmaraton Maraton | 60 meter häck 100 meter häck 110 meter häck 400 meter häck 3000 meter hinder | 4 x 100 meter 4 x 400 meter | 20 km gång 50 km gång | Längdhopp Tresteg Höjdhopp Stavhopp | Kulstötning Diskuskastning Släggkastning Spjutkastning | Femkamp Sjukamp Tiokamp |

Utöver de ovan uppräknade grenarna finns det flera grenar som i olika tider haft varierande grad av officiell prägel, såsom till exempel löpningar på 110 yard, 220 yard, engelsk mil och 2 000 meter; viktkastning och kast med liten boll; stående höjdhopp och stående längdhopp samt varianter på stafetter och mångkamper med andra distanser respektive grenar.

### Löpning
Inom friidrotten tävlas det i en rad olika löpgrenar. Den kortaste distans som man tävlar på är 60 meter och den längsta är maraton. Det finns även längre och kortare distanser som inte ingår i IAAF:s officiella program. Löpning ingår även som en del i andra idrotter så som triathlon och modern femkamp. 

#### Kortdistanslöpning
Till kortdistanslöpning räknas normalt alla löpgrenar som är maximalt 400 meter. De vanligaste distanserna är 60 meter (som främst springs inomhus), 100 meter, 200 meter, 400 meter samt stafetterna på 4 x 100 och 4 x 400 meter. Förutom dessa distanser finns det även officiella världsrekord på 300 meter, 100 yards och stafett 4 x 200 meter. 
Det som är kännetecknande för kortdistanslöpning är att man springer på enskilda banor och att man använder startblock. På distanser upp till 100 meter så springer alla deltagare på raka banor medan på längre distanser så ingår ett eller två kurvmoment.

#### Medeldistanslöpning
Med medeldistanslöpning menas alla distanser som är längre än 400 meter men kortare än 5 000 meter. De vanligaste distanserna är 800 meter, 1 500 meter, 1 engelsk mil och 3 000 meter. Det finns även officiella världsrekord på distanser som 2 000 meter, 2 500 meter samt stafetter på 4 x 800 meter och 4 x 1 500 meter.
En skillnad mellan kort- och medeldistanslöpning är att löparna i medeldistanslöpning bara startar på enskilda banor för att efter den första kurvan övergå till en gemensam bana. Eftersom det inte går att springa maximalt under hela loppet blir loppen mer taktiska. För att få bra tider vid tävlingar används därför oftast så kallade harar som får agera farthållare och även fånga upp vinden. 

#### Långdistanslöpning

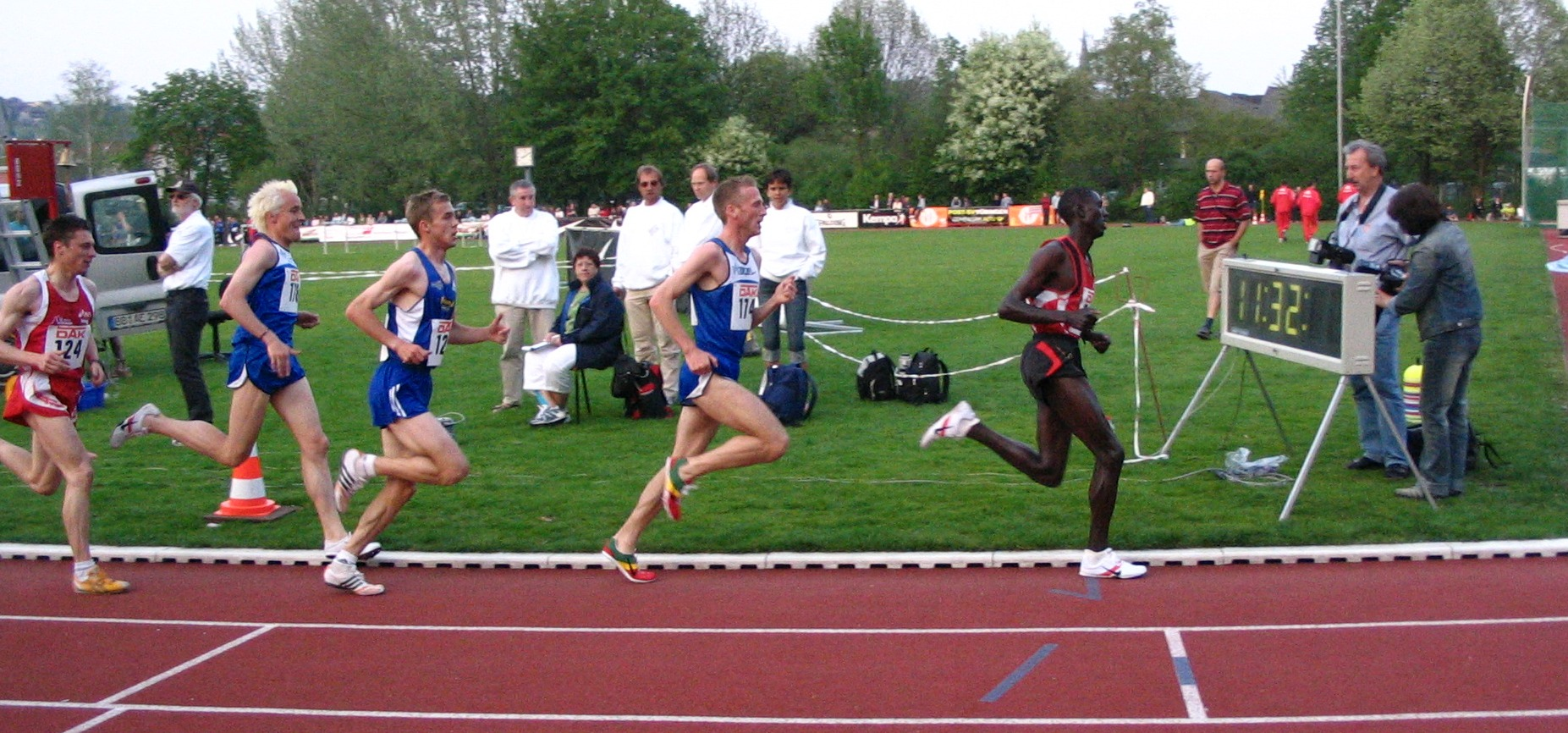
10 000 meter för herrar vid de tyska mästerskapen 2006.

I långdistanslöpning ingår alla distanser som är 5 000 meter eller längre. Det finns flera olika distanser som man tävlar på men de vanligaste är 5 000 meter, 10 000 meter, halvmaraton och maraton. Det finns även världsrekord på distanserna 20 000 meter, 1 timmes löpning, 25 000 meter och 30 000 meter. I långdistanslöpningen ingår även terränglöpning, så som Lidingöloppet i Sverige. Det finns även tävlingar i Ultramaraton som kan vara väldigt långa. 
Långdistanslöpning kan antingen ske på en friidrottsarena så som 10 000 meter, i stadsmiljö så som maraton eller som terränglopp. Farthållare förekommer i många lopp. 

### Häck- och hinderlöpning
Huvudartiklar Häcklöpning och Hinderlöpning 
| Gren          | Män    | Kvinnor |
| ------------- | ------ | ------- |
| 100 m häck    | -      | 0,84 m  |
| 110 m häck    | 1,06 m | -       |
| 400 m häck    | 0,91 m | 0,76 m  |
| 3000 m hinder | 0,91 m | 0,76 m  |

En särskild form av löpning är häck- och hinderlöpning. Inom häcklöpningen tävlar man på kortdistans respektive långdistans. Med kortdistans menas 60 meter (främst inomhus), 100 meter (enbart för kvinnor) och 110 meter (enbart för män). På långdistans springer man 400 meter. Totalt är det, med undantag för 60 meter, 10 häckar som ska passeras. Häckarna är olika höga för män respektive kvinnor. Häckarna är inte fasta vilket gör att om man slår i en häck så välter de.
I hinderlöpning så är det precis som i häcklöpning hinder som ska passeras. Skillnaden är att hinderna är fasta vilket gör att om man slår i ett hinder så välts det inte. Den vanligaste distans som man springer på är 3 000 meter. Förutom att löparna totalt på 3 000 meter hinder lopp ska passera 28 hinder ska de även sju gånger hoppa över en vattengrav som är 3,66 meter lång och 70 centimeter djup. Hindrens höjd varierar mellan könen. 

### Hoppgrenar
Huvudartikel Hoppgrenar
Inom friidrotten tävlar man i fyra teknikgrenar som brukar benämnas som hoppgrenar. Dessa är längdhopp, tresteg, höjdhopp och stavhopp. Längdhopp och tresteg påminner om varandra. I båda dessa grenar springer den aktive fram till ett märke (s.k. plastelina eller planka) där man hoppar rakt fram. Eftersom hoppet mäts från märket så gäller det att komma så nära linan som möjligt, ifall man kommer över linan så blir hoppet ogiltigt. I mästerskapssammanhang har den tävlande sex hopp på sig och det längsta hoppet räknas som resultat. Ifall två hoppare hoppar lika långt så avgör det bästa andra hoppet osv. Om det inte går att skilja hopparna på de sex omgångarna avgörs det med en sjunde omgång.  
I höjdhopp och stavhopp springer den aktive fram till en ribba som denne ska ta sig över. I stavhopp använder idrottaren en stav. Det finns inga regler för hur lång en stav ska vara eller av vilket material utan det bestämmer friidrottaren själv. I både höjdhopp och i stavhopp är det inte den faktiska höjden som mäts utan höjden på ribban som räknas. Det spelar alltså ingen roll ifall man är högt över eller precis tar en höjd. Vanligtvis har en aktiv tre försök på sig på varje höjd. Ifall man klarar höjden går man vidare till nästa höjd. Den som klarar högst höjd vinner tävlingen. Ifall flera tävlande klarar samma höjd är det på vilket försök man klarade den högsta höjden som avgör. Om båda hopparna klarade höjden på samma försök avgör antal rivningar tidigare i tävlingen vem som vinner. Om det fortfarande inte går att avgöra en vinnare blir det skiljehoppning. Först får hopparna ett försök till på höjden som hopparna rev ut sig på. Sedan sänker man ribban med minimihöjningen 2 cm i höjdhopp respektive 5 cm i stavhopp tills hopparna skiljs åt. Om båda hopparna klarar samma höjd i skiljehoppningen höjer man med minimihöjden och så fortsätter man tills hopparna skiljs åt. 
Historiskt sett har man även tävlat i stående höjdhopp, stående längdhopp och stående tresteg.

### Kastgrenar
Huvudartikel Kastgrenar
| Gren           | Män      | Kvinnor  |
| -------------- | -------- | -------- |
| Kula           | 7,260 kg | 4 kg     |
| Diskus         | 2 kg     | 1 kg     |
| Spjut          | 0,800 kg | 0,600 kg |
| Slägga         | 7,260 kg | 4 kg     |
| Vikt (utomhus) | 15,0 kg  | -        |
| Vikt (inomhus) | 15,88 kg | 9,08 kg  |

Inom friidrott tävlar man även i främst fyra kastgrenar som alla har det gemensamt att den aktive kastar eller stöter iväg ett föremål så långt som möjligt. Dessa grenar är kulstötning, diskuskastning, släggkastning och spjutkastning. Ytterligare en gren är viktkastning som främst ingår i det svenska inomhusprogrammet samt i kastmångkamp utomhus för veteraner. Grenen finns även i en del andra länder men inte i det internationella programmet. Noterbart är att diskus och spjut var två av de fyra ursprungliga friidrottsgrenarna i de antika olympiadernas femkamper som avslutades med brottning.
I kulstötning, släggkastning och viktkastning kastar deltagarna från en ring som mäter 2,135 meter i diameter. Diskusringens diameter är 2,50 meter. Tekniken i dessa grenar är rotation med undantag för kulstötningen där både glidstil och rotation är de vanligaste på seniornivå. Precis som i längdhopp och i tresteg har varje kastare i mästerskap tre kast på sig och det är det längsta kastet som räknas. Därefter får de åtta bäst placerade kastarna ytterligare tre kast på sig att förbättra sitt bästa resultat. Ifall en kastare trampar på ringkanten eller marken utanför ringen efter första rotationen innan redskapet landat blir kastet ogiltigt. Först då får den aktive lämna ringen och då endast i riktning bakåt, bort från kastsektorn. Det är heller inte tillåtet att kasta eller stöta på eller utanför kastsektorns linjer. För att förhindra olyckor kastar man redskapet (i diskus, slägga och vikt) i en bur med nät åt alla håll utom mot kastsektorn. Nätet hindrar redskapen från att landa långt utanför sektorn.
I spjutkastning tar den aktive sats på en anlöpsbana och kastar spjutet rakt fram. Tekniken får inte avvika från den traditionella. Hastigheten, och vinkeln på spjutet vid utkastet är de viktigaste faktorerna som avgör hur långt kastet blir. En optimal vinkel är mellan 30 och 40 grader.

### Mångkamp
Huvudartikel Mångkamp
En särskild form av friidrott är mångkamp. Här tävlar de aktiva i flera olika grenar och får poäng i varje enskild gren. Den totala poängsumman efter den sista grenen avgör vem som vinner. Den vanligaste formen av mångkamp är tiokamp (för herrar) och sjukamp (för damer). Inomhus tävlar man även i femkamp (för damer) och sjukamp (för herrar).
Programmet för tiokampare är: Dag ett – 100 meter, längdhopp, kulstötning, höjdhopp och 400 meter. Dag två – 110 meter häck, diskuskastning, stavhopp, spjutkastning och 1 500 meter. 
Programmet för sjukampare är: Dag ett – 100 meter häck, höjdhopp, kulstötning och 200 meter. Dag två – längdhopp, spjutkastning och 800 meter.

### Gång
Huvudartikel Gång
Internationellt räknas även gångsporten till friidrott. I Sverige är gångsporten organiserad i ett eget förbund, Svenska Gång- och Vandrarförbundet. I gång tävlar man antingen i landsvägsgång eller på bana. I mästerskapssammanhang är den först nämnda den vanligaste. De vanligaste distanserna i gång är 20 km och 50 km.

## Friidrottsarenor

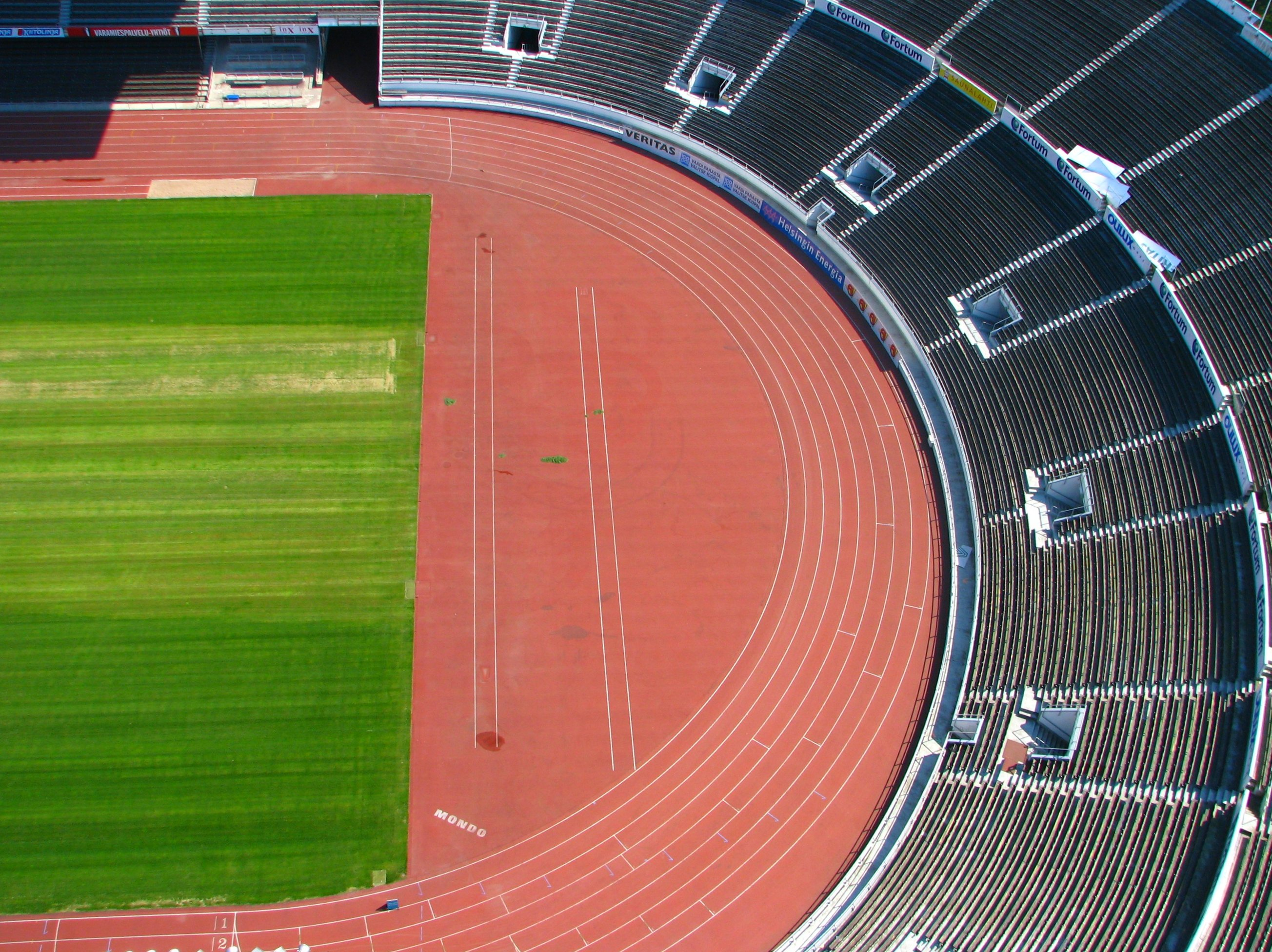
Del av en friidrottsarena

Friidrott anordnas normalt på en friidrottsarena. Vanligt är att friidrottsarenan även används till andra sporter än bara friidrott, exempelvis fotboll. Arenan är ovalformad och består av en löparbana som är 400 meter lång. Innanför löparbanan finns en gräsplan som används i kastgrenarna. Innanför löparbanorna finns även plats för hoppgrenarna. Underlaget på löparbanorna är sedan 1960-talet av ett syntetmaterial som kallas för tartan.

### Friidrott inomhus
Internationella inomhustävlingar anordnas främst under norra halvklotets vintersäsong. Till skillnad mot utomhusanläggningars 400-metersbanor är löparbanorna inomhus i de flesta fall 200 meter långa. Eftersom hallen är mindre går det vanligtvis inte att tävla i kastgrenar inomhus med undantag av kulstötning och viktkastning. Vidare tävlar man inte heller på 100 meter inomhus eller 100 respektive 110 meter häck. Dessa grenar är utbyta mot 60 meter istället. Av anledningen att banorna är så pass snäva inomhus har man tagit bort 200 m som mästerskapsgren inomhus. Sprintsträckorna är därmed begränsade till 60 m och 400 m inomhus. Även längre häck- och hinderlöpning är borttagna från inomhusprogrammet. Till skillnad mot friidrott utomhus är inomhustävlingar en relativt sen tillkomst. Det första inomhusvärldsmästerskapet ägde rum 1985.

## Regler
Sedan IAAF grundades är det de som fastställer vilka regler som ska gälla för friidrottstävlingar. Nationella förbund kan ha egna regler men då gäller inte resultat och eventuella världsrekord som officiella. Reglerna i friidrott bygger på principen om att de ska vara enkla och inte kunna ge upphov till tolkning. Regelsamlingen som finns hos IAAF är väldigt detaljrik och uppdateras löpande. Utvecklingen inom friidrotten har framför allt handlat om att säkrare kunna bedöma resultat och att förebygga dopning. Exempel på regler som successivt har införts i syfte att kunna ge säkrare resultat är: Målfoto i sprintlopp, elektronisk tidtagning, elektronisk avläsning för att förebygga tjuvstarter och optiska hjälpmedel för att mäta kast och hopp. Ibland har även reglerna fått ändrats på grund av deltagarnas prestationer. Exempelvis var IAAF tvungen att modifiera spjuten i syftet att minska kastlängderna, detta sedan den östtyske kastaren Uwe Hohn kastade över 100 meter vilket kunde ha lett till att spjuten skulle hamna på löparbanorna. En annan uppmärksammad regeländring kom för ett par år sedan[när?] då man omformulerade regeln i gång från att man ej får ha båda fötterna i luften samtidigt till att man ej får ha det synbart för det blotta ögat. Orsaken till detta var att studier med höghastighetskamera visade att praktiskt taget alla gångare bröt mot regeln, så man var tvungen att antingen diska de flesta eller ändra regeln.
En idrottare eller ett förbund som har hamnat i en dispyt med IAAF kan överklaga ett beslut till CAS, idrottens högsta domstol.

## Mästerskap och tävlingar
Precis som i andra idrotter finns det en rad olika tävlingar inom friidrotten. Dels finns det internationella mästerskap så som Olympiska spelen och världsmästerskapen. Dels finns det olika tävlingar där de finaste tidigare kallades för Golden League, numera Diamond League. IAAF (som är det internationella friidrottsförbundets förkortning) arrangerar även andra turneringar vid sidan av Diamond League, till exempel World Challenge runt om i världen som är en lite bredare turnering liknande Diamond League men för nivån under den yttersta eliten.

### Olympiska mästerskap
Huvudartikel Friidrott vid Olympiska sommarspelen
Friidrott tillhör de grenar som funnits på det olympiska programmet sedan starten 1896. Från början var det bara män som tävlade men sedan 1928 finns det även friidrott för kvinnor på det olympiska programmet. Antalet grenar har kraftigt förändrats under historien.
Reglerna om deltagande har förändrats övertid men idag får varje nation maximalt skicka tre idrottare till varje gren under förutsättningen att denna idrottare klarar de gränser som IOK har satt upp. I en del länder så som USA har man en nationell uttagning där de tre som vinner varje gren får åka, under förutsättning att de klarar kvalgränserna. I andra länder så som Sverige görs en bedömning över en längre tid om vilka idrottare som får delta, och att deltagaren ska kunna komma inom topp 8.

### Världsmästerskap
Huvudartikel Världsmästerskapen i friidrott
1983 anordnades det första världsmästerskapet i friidrott. Redan från början tävlade både kvinnor och män vid världsmästerskapet. Från början var det tänkt att världsmästerskapet skulle äga rum vart fjärde år vilket också skedde inledningsvis. Men efter VM 1991 äger tävlingarna rum vart annat år. 
Precis som i olympiska spelen finns det kvalgränser som IAAF har satt upp som de aktiva måste klara för att få delta i världsmästerskapen. 
Förutom det vanliga världsmästerskapet arrangerar även IAAF flera andra världsmästerskap. inomhus-VM har funnits sedan 1985 och äger rum vart annat år. Nästa mästerskap kommer att äga rum i Doha 2010. VM för juniorer har ägt rum vart annat år sedan 1986 och sedan 1999 finns det även ett mästerskap för ungdomar (17 år eller yngre). Sedan 1973 äger även VM i terränglöpning rum varje år. 

### Kontinentala mästerskap
Huvudartikel EM i friidrott
Förutom de två stora mästerskapen så finns det även kontinentala mästerskap. Det första Europamästerskapet i friidrott avgjordes 1934 och äger rum vart fjärde år. 2006 gick EM i Göteborg. Sedan 1973 har Asiatiska mästerskapen i friidrott avgjorts vart annat år. Vart annat år äger också Afrikanska mästerskapen i friidrott rum, det första hade premiär 1979. 
Friidrott äger även rum som del andra större evenemang, så som Panamerikanska spelen. En regional tävling som äger rum vart fjärde år sedan 1951. Ytterligare ett exempel är Samväldesspelen som ägt rum sedan 1930.

### World Athletics Tour
Förutom mästerskapen anordnar IAAF varje år en serie tävlingar i vad som kallas för WAT – World Athletics Tour. Deltävlingarna delas in i Golden League-deltävlingar, Super Grand Prix-deltävlingar och Grand Prix-tävlingar. 
| Golden League                           | Super Grand Prix                      | Grand Prix                                          | Grand Prix                                            |
| --------------------------------------- | ------------------------------------- | --------------------------------------------------- | ----------------------------------------------------- |
| Oslo Rome Paris Zurich Bruxelles Berlin | Doha Stockholm London Monaco Lausanne | Melbourne Osaka Dakar Hengelo Belém New York Eugene | Ostrava Madrid Athènes Gateshead Rieti Zagreb Shangai |

#### Golden League
Huvudartikel Golden League
Sedan 1998 arrangerar IAAF arrangeras det som kom att kallas för Golden League. Totalt sex friidrottstävlingar har fått status som Golden League-tävling och den idrottare som vinner samtliga sex tävlingar får vara med att dela på en prissumma som är värd 1 miljon USD. De tävlingar som ingår i Golden League är Bislett Games i Oslo, Meeting Gaz de France i Paris, Golden Gala i Rom, Weltklasse Zürich, Memorial van Damme i Bryssel och ISTAF Berlin. 
Ordningen mellan dessa städer liksom vilka grenar som är med i Golden League varierar från år till år. 
Varje tävling ger poäng till den aktive utifrån dess placering i tävlingen. Vinnaren i en Golden League- eller Super grandprix-tävling får 20 poäng, tvåan 16 poäng, trean 14 poäng osv. Vinnaren i en Grand prix tävling får 10 poäng, tvåan 8 poäng, trean 7 poäng osv. När säsongen är avslutad summeras den totala poängställningen för samtliga deltagare. De sju friidrottare som fått högst poäng (i löpdistanser över 1 500 meter 11 friidrottare) får delta vid IAAF World Athletics Final. Ifall en friidrottare under året i en WAT-tävling tangerar världsrekordet får man 3 extra poäng och om man slår världsrekordet får man 6 extra poäng. Förutom de tävlande som direktkvalificerats till WAF får IAAF utse någon extra till varje gren.
Från och med 2010 ersattes Golden League med Diamond League.

### Övriga tävlingar
Förutom de tävlingar som ingår i WAT finns det flera andra friidrottstävlingar som är klassiska. Mångkamparnas viktigaste tävlingar varje år äger rum i Götzis. Landskampen mellan Sverige och Finland i Finnkampen är en annan klassisk tävling. En liknande tävling är Europacupen i friidrott som äger rum varje år och är en lag tävling där totalt åtta länder tävlar i olika grenar. De som slutar på sjunde respektive åttonde plats blir nedflyttad till en lägre division. Tävlingsformen har ägt rum sedan 1965.

## Världsrekord
Huvudartikel Friidrottsrekord
För att ett världsrekord i friidrott ska godkännas av IAAF krävs att rekordet presterats under tillåtna förhållanden. Resultat som noterats i sprintlöpning, längdhopp och tresteg utomhus får bara godkännas om medvinden varit maximalt 2,0 meter/sekund. Andra regler gäller dock i mångkamp. Ifall resultat har skett i för stark medvind så räknas det som ett godkänt resultat i den aktuella tävlingen men inte som ett rekord. Vidare får en aktiv inte ha varit dopad när världsrekordet noterades. En person som fått ett världsrekord godkänt kan fråntas detta retroaktivt om det senare visat sig att den aktive varit dopad. Så har exempelvis skett när det gäller de rekord som Ben Johnson och Justin Gatlin först bokfördes för. 
Flertalet världsrekord, framför allt i kortdistanslöpning för damer samt kastgrenarna, har åtskilliga år på nacken. Det äldsta 2011 gällande rekordet är Jarmila Kratochvílovás rekord på 800 meter från 1983. Genom åren har det framförts kritik mot att många rekord från 1980-talet är satta under en tid då dopning sannolikt var betydligt vanligare än idag. Dessa rekord uppfattas därför som praktiskt taget omöjliga att slå. Trots detta har IAAF valt att behålla rekorden eftersom det inte finns några bevis för att exempelvis Kratochvílová varit dopad under sin karriär. Flera rekord som när de sattes ansågs omöjliga att slå har också i efterhand slagits. Ett exempel är herrarnas rekord i längdhopp som Bob Beamon 1968 förbättrade med 55 cm. Rekordet stod sig i 22 år innan det slogs. 
I de flesta grenar är det numera ganska ovanligt att rekorden slås. Under hela 2000-talet har det, tills november 2010, slagits världsrekord i 17 av friidrottens 46 grenar . På herrsidan är det på 100 meter, 200 meter, 800 meter, 5 000 meter, 10 000 meter, Maraton, 110 meter häck, 3 000 meter hinder, 4x100 meter och tiokamp. På damsidan är det 5 000 meter, Maraton, 400 meter häck, 3 000 meter hinder, stavhopp, släggkastning och spjutkastning. Det ska dock tilläggas att det i stavhopp, släggkastning och på 3 000 meter hinder, samtliga för damer, ratificerades världsrekord först på 2000-talet. 
En fråga som länge diskuterats är vad som är möjligt för människan att kunna prestera i olika friidrottsgrenar utan att fuska. Teknikutveckling, med bättre underlag och redskap samt träning och kost har länge kunna bidra till att världsrekorden förbättrats.

## Dopning
Sporten dras med ganska stora dopningsproblem (vilket till viss del kan förklaras med att testerna är hårdare än i många andra sporter). Sedan slutet av 1980-talet har en lång rad stora dopningsskandaler skakat friidrotten. 

### Dopningsskandalen med Ben Johnson 1988
Den mest pinsamma dopningsskandalen i friidrott anses vara då Ben Johnson, som vann 100 m i OS 1988, avslöjades efter några dagar ha steroider i kroppen varvid han diskvalificerades.

### Dopningsskandalen med Marion Jones 2007
Den kanske största skandalen under 2000-talet inträffade i oktober 2007 när före detta superstjärnan Marion Jones från USA erkände att hon dopat sig i slutet av 1990-talet och början av 2000-talet. Jones som dominerade damernas sprintdistanser i slutet av 1990-talet och början av 2000-talet hade bland mycket annat vunnit 3 guld i OS 2000 men varit misstänkt för dopning under lång tid. Skandalen ansågs då av många experter vara den värsta som drabbat friidrotten sedan Ben Johnson avslöjades som fuskare efter 100-metersfinalen i OS 1988. Jones dömdes i januari 2008 till 6 månaders fängelse för att ha ljugit för två utredningskommittéer om sin inblandning i BALCO-skandalen, som hade sitt ursprung i en razzia mot företaget BALCO i september 2003.

### Ryska dopningsskandalen juli/augusti 2008
I månadsskiftet juli/augusti 2008 och endast en vecka innan invigningen av Olympiska sommarspelen 2008 briserade ännu en stor skandal när hela sju ryska kvinnliga friidrottare avslöjades som fuskare. Genom DNA-prov kunde "dopningspolisen" bevisa att man lyckats byta ut sina urinprov för att på så sätt lura dopningskontrollerna. Fem av de ertappade fuskarna var uttagna i OS och stora medaljhopp. Bland dessa återfanns framförallt Jelena Soboleva som 2008 var världsetta på både 800 meter och 1 500 meter och Tatjana Tomosjova som vunnit guld i VM på 1 500 meter både 2003 och 2005. Darja Pisjtjalnikova hade världsårsbästa i diskus. Vid sidan av ryskorna avslöjades även två rumänska idrottare. Svensken Arne Ljungkvist som är viceordförande i den internationella antidopningsbyrån WADA anser också det är högst sannolikt att härvan kommer växa ytterligare. Ljungkvist och andra ledande personer inom WADA och IAAF menar att allt tyder på att fusket varit organiserat med många personer, även tränare och kanske även ledande personer i ryska friidrottsförbundet inblandade.

## Friidrott för kvinnor
Friidrott var i likhet med flera andra idrotter ursprungligen en sport för herrar. I antikens olympiska spel fick inte damer delta som tävlande, i stället hölls de särskilda Heraiaspelen. Åren 1921 till 1934 hölls särskilda internationella damtävlingar (Damspelen 1921, 1922 och 1923 i Monte Carlo, 1924 i London och 1931 i Florens) och damolympiader (1922 i Paris, 1926 i Göteborg, 1930 i Prag och 1934 i London).
Första Svenska mästerskapen i friidrott för damer hölls 31 juli 1927 i Lidköping och först vid OS 1928 i Amsterdam tilläts kvinnor tävla i friidrott på Olympiska spelen även om det då var i ganska få grenar.
Första Europamästerskapen i friidrott för damer hölls 17-18 september 1938 i Wien (herrtävlingen hölls separat i Paris). Vid de första Världsmästerskapen i friidrott 1983 i Helsingfors tävlade damer och herrar samtidigt. 
Här nedan visas vilket år de olika olympiska grenarna introducerades för män respektive kvinnor. Det som är värt att notera är att flera av grenarna introducerades på världsmästerskap innan de blev olympiska grenar. Exempelvis har hinderlöpning funnits med på världsmästerskapet sedan 2005. 
| Gren                                     | Första manligt deltagande                        | första kvinnligt deltagande          |
| ---------------------------------------- | ------------------------------------------------ | ------------------------------------ |
| 100 meter                                | 1896                                             | 1928                                 |
| 200 meter                                | 1900                                             | 1948                                 |
| 400 meter                                | 1896                                             | 1964                                 |
| 800 meter                                | 1896                                             | 1928 med uppehåll till 1960          |
| 1 500 meter                              | 1896                                             | 1972                                 |
| 5 000 meter                              | 1912                                             | 1996 (1984 till 1992: 3 000 meter)   |
| 10 000 meter                             | 1912 (1906 och 1908: 5 engelska mil= 8047 meter) | 1988                                 |
| Maraton                                  | 1896                                             | 1984                                 |
| 110 meter häck ; Kvinnor: 100 meter häck | 1896                                             | 1972 (1932 till 1968: 80 meter häck) |
| 400 meter häck                           | 1900                                             | 1984                                 |
| 3 000 meter hinder                       | 1920 (från 1900 till 1908 andra distanser)       | 2008                                 |
| 4 x 100 meter                            | 1912                                             | 1928                                 |
| 4 x 400 meter                            | 1912                                             | 1972                                 |
| 20 km gång                               | 1956 (1908 till 1952: 10 km gång)                | 2000 (1992 till 1996: 10 km gång)    |
| 50 km gång                               | 1932                                             | -                                    |
| Höjdhopp                                 | 1896                                             | 1928                                 |
| Stavhopp                                 | 1896                                             | 2000                                 |
| Längdhopp                                | 1896                                             | 1948                                 |
| Tresteg                                  | 1896                                             | 1996                                 |
| Kulstötning                              | 1896                                             | 1948                                 |
| Diskuskastning                           | 1896                                             | 1928                                 |
| Släggkastning                            | 1900                                             | 2000                                 |
| Spjutkastning                            | 1908                                             | 1932                                 |
| Tiokamp                                  | 1912                                             | -                                    |
| Sjukamp                                  | -                                                | 1984 (1964 till 1980: Femkamp)       |

## Berömda friidrottare
Flera friidrottare har genom åren gjort insatser som gjort dem odödliga. Att lista samtliga är en omöjlighet. 
Bland manliga idrottare har Jesse Owens och Carl Lewis en särställning med fyra guldmedaljer från ett och samma olympiska spel. Owens tog vid olympiska sommarspelen 1936 guld på 100 meter, 200 meter, längdhopp och i stafett 4 x 100 meter. Lewis gjorde om samma bedrift i samma grenar vid olympiska sommarspelen 1984 och har dessutom vunnit fyra OS-guld i rad i längdhopp 1984-1996.
Diskuskastaren Al Oerter vann fyra raka olympiska guld mellan 1956 och 1968, en bedrift som i friidrotten enbart matchas av Carl Lewis.
Usain Bolt vann 100 meter och 200 meter såväl vid olympiska sommarspelen 2008 som vid världsmästerskapen 2009, i samtliga fall på nya världsrekordtider.  
Den trefaldige olympiske mästaren Michael Johnson dominerade både 200 meter och 400 meter under 1990-talet med världsrekord på båda distanserna.  
Inom medeldistanslöpningen är de största namnen Paavo Nurmi från 1920-talet, Gunder Hägg från 1940-talet, Sebastian Coe från 1980-talet och nordafrikanerna Hicham El Guerrouj och Noureddine Morceli från 1990-talet och början av 2000-talet.  
Inom långdistanslöpningen har namn som Emil Zátopek, Lasse Virén, Saïd Aouita, Haile Gebrselassie och Kenenisa Bekele för evigt skrivit in sig i historieböckerna.  
Den mest meriterade häcklöparen är Edwin Moses som 1977-1987 vann 122 segrar i rad på 400 meter häck, därav 2 OS- och 2 VM-finaler.  
Hinderlöpningen har sedan 1980-talet dominerats av kenyanska löpare, bIand vilka Moses Kiptanui, Ezekiel Kemboi och Brimin Kipruto kan nämnas. 
I höjdhopp har Dick Fosbury och Javier Sotomayor varit föregångsnamn.  
Den främste stavhopparen alla kategorier är Sergej Bubka med OS-guld, sex VM-guld i rad samt 17 världsrekord utomhus.  
Längdhopparen Bob Beamon som vid OS 1968 slog världsrekordet med 55 centimeter måste nämnas i sammanhanget.  
Tresteget förknippas med namn som Viktor Sanejev som tog tre raka olympiska guld 1968-1976 och nuvarande (2011) världsrekordhållaren Jonathan Edwards
Spjut kommer alltid att förknippas med personer som Uwe Hohn och Jan Železný.  
Inom tiokampen märks den dubble olympiske guldmedaljören Daley Thompsons prestationer. 
På den kvinnliga sidan vann Fanny Blankers-Koen fyra guld (100 meter, 200 meter, 80 meter häck och i den korta stafetten) vid olympiska sommarspelen 1948. Florence Griffith-Joyner är en annan sprintdrottning som vid olympiska sommarspelen 1988 tog tre guld (100 meter, 200 meter samt i den korta stafetten). Griffith-Joyner har 2011 fortfarande världsrekorden på både 100 och 200 meter.  
På 400 meter är världsrekordshållaren Marita Koch från Östtyskland det stora namnet tillsammans med den dubble olympiske mästaren Marie-José Pérec från Frankrike.  
På 800 meter är den stora stjärnan Maria Mutola från Moçambique som vunnit ett OS-guld och tre VM-guld. Tatjana Kazankina från Sovjetunionen och Jarmila Kratochvílová är två andra odödliga medeldistanslöpare.  
På de längre distanserna har namn som den dubble olympiske mästaren på 10 000 meter Derartu Tulu, Tirunesh Dibaba och maratonlöparen Paula Radcliffe tillhört den yttersta världseliten. 
I teknikgrenarna har namn som höjdhopparen Stefka Kostadinova, stavhopperskan Jelena Isinbajeva, längdhopperskan Heike Drechsler och sjukamperskan Jackie Joyner-Kersee vunnit allt som går att vinna med både OS-guld och VM-guld samt slagit världsrekord.

## Organisation

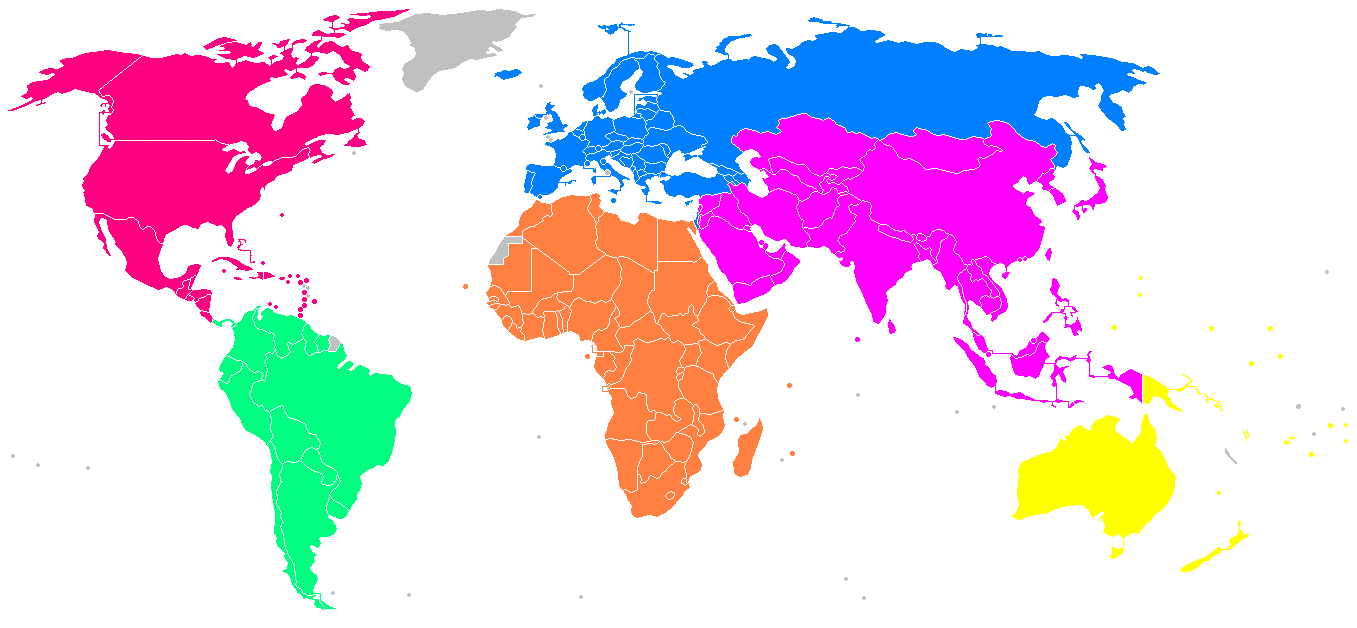
Karta över de sex regionaldelarna av IAAF
AAA - Asiatiska friidrotts förbundet
CAA - Afrikanska friidrottsförbundet
CONSUDATLE – Sydamerikanska friidrottsförbundet
NACACAA – Nord- central och karibiska friidrottsförbundet
EAA – Europeiska friidrottsförbundet
OAA – Oceaniska friidrottsförbundet

Internationellt samordnas friidrotten av International Association of Athletics Federations, IAAF, som grundades 1912 vid en kongress i Stockholm. Från grundandet och fram till 2001 stod bokstäverna IAAF för International Amateur Athletics Federation, fastän amatörreglerna avskaffats från 1982. IAAF har sitt huvudkontor i Monaco dit organisationen flyttade 1993, tidigare låg huvudkontoret i Sverige 1912-1946 och England 1946-1993. Organisationen består av 213 medlemsförbund vilket är fler än vad exempelvis FN har. IAAF leds för närvarande[när?] av Lamine Diack från Senegal som varit organisationens president sedan 1999.
I Sverige är det Svenska Friidrottsförbundet som är ansvarig medlemsorganisation. Förbundet är ett av de äldsta och bildades redan 1895.